# Llista de monuments d'Andratx
Llista de monuments d'Andratx catalogats pel consell insular de Mallorca com a Béns d'Interès Cultural en la categoria de monuments pel seu interès històric, artístic, arquitectònic, arqueològic, històric-industrial, etnològic, social, científic o tècnic.
| Monument                                                                       | Tipus                | Localització                                            | Coordenades                                          | Codi?         | Imatge |
| ------------------------------------------------------------------------------ | -------------------- | ------------------------------------------------------- | ---------------------------------------------------- | ------------- | --- |
| Creu de s'Abeurador                                                            | Creus de terme       | Andratx Plaça des Pou                                   | 39° 34′ 38″ N, 2° 25′ 16″ E / 39.577193°N,2.420994°E | RI-51-0010248 | Creu de s'Abeurador (Andratx) · Vegeu més fotos d'aquest monument · Carregueu una nova foto d'aquest monument           |
| Creu de s'Ullastre                                                             | Creus de terme       | Andratx                                                 | 39° 34′ 34″ N, 2° 25′ 03″ E / 39.576215°N,2.417461°E | RI-51-0010249 | Creu de s'Ullastre (Andratx) · Vegeu més fotos d'aquest monument · Carregueu una nova foto d'aquest monument            |
| Torre vigia de Cap Andritxol                                                   | Arq. defensiva       | Andratx Cap Andritxol                                   | 39° 31′ 45″ N, 2° 25′ 29″ E / 39.529107°N,2.424852°E | RI-51-0008331 | Torre vigia de Cap Andritxol (Andratx) · Vegeu més fotos d'aquest monument · Carregueu una nova foto d'aquest monument  |
| Torre vigia de Cala en Basset                                                  | Arq. defensiva       | Andratx Camí Punta de Sa Galera, 11. Costa des Grecs    | 39° 35′ 45″ N, 2° 21′ 02″ E / 39.595882°N,2.350625°E | RI-51-0008332 | Torre vigia de Cala en Basset (Andratx) · Vegeu més fotos d'aquest monument · Carregueu una nova foto d'aquest monument |
| Torre de la Mola                                                               | Arq. defensiva       | Andratx C. Ullastre, 3. Urbanització La Mola            | 39° 31′ 54″ N, 2° 21′ 51″ E / 39.531679°N,2.364166°E | RI-51-0008333 | Carregueu una nova foto d'aquest monument                                                                               |
| Torre de sa Torre Nova, Torre de s'Evangèlica                                  | Arq. defensiva       | Andratx Camí de sa Torre Nova, 13                       | 39° 38′ 08″ N, 2° 25′ 38″ E / 39.635527°N,2.427216°E | RI-51-0008334 | Torre de sa Torre Nova (Andratx) · Vegeu més fotos d'aquest monument · Carregueu una nova foto d'aquest monument        |
| Torre de Llebeig                                                               | Arq. defensiva       | Andratx Dragonera                                       | 39° 34′ 24″ N, 2° 18′ 21″ E / 39.573314°N,2.305833°E | RI-51-0008335 | Torre de Llebeig (Andratx) · Vegeu més fotos d'aquest monument · Carregueu una nova foto d'aquest monument              |
| Far de na Pòpia, Far Vell o Farona Vella                                       | Arq. civil pública   | Andratx Dragonera                                       | 39° 35′ 12″ N, 2° 19′ 02″ E / 39.586560°N,2.317169°E | RI-51-0008336 | Far de na Pòpia (Andratx) · Vegeu més fotos d'aquest monument · Carregueu una nova foto d'aquest monument               |
| Castell de Sant Elm                                                            | Arq. defensiva       | Andratx C. de sa Torre, 1. Sant Elm                     | 39° 34′ 36″ N, 2° 21′ 21″ E / 39.57666°N,2.355956°E  | RI-51-0008337 | Castell de Sant Elm (Andratx) · Vegeu més fotos d'aquest monument · Carregueu una nova foto d'aquest monument           |
| Torre de So na Gaiana                                                          | Arq. defensiva       | Andratx C. Murada, 1                                    | 39° 34′ 39″ N, 2° 24′ 50″ E / 39.577587°N,2.413819°E | RI-51-0008338 | Carregueu una nova foto d'aquest monument                                                                               |
| Castell de Son Mas, Cases de possessió de Son Mas                              | Arq. civil privada   | Andratx Av. de la Cúria, 1                              | 39° 34′ 35″ N, 2° 25′ 28″ E / 39.576268°N,2.424351°E | RI-51-0008339 | Castell de Son Mas (Andratx) · Vegeu més fotos d'aquest monument · Carregueu una nova foto d'aquest monument            |
| Son Boira                                                                      | Arq. defensiva       | Andratx                                                 |                                                      | RI-51-0008340 | Carregueu una nova foto d'aquest monument                                                                               |
| Torre de Son Esteve                                                            | Arq. defensiva       | Andratx C. Cas Vidals, 42                               | 39° 33′ 56″ N, 2° 25′ 15″ E / 39.565555°N,2.420866°E | RI-51-0008341 | Carregueu una nova foto d'aquest monument                                                                               |
| Torre de Son Orlandis                                                          | Arq. defensiva       | Andratx Camí de Son Orlandis, 6                         | 39° 33′ 42″ N, 2° 24′ 19″ E / 39.561691°N,2.40526°E  | RI-51-0008342 | Torre de Son Orlandis (Andratx) · Carregueu una nova foto d'aquest monument                                             |
| Talaiot de s'Alqueria / Puig des Castellot                                     | Monument arqueològic | Andratx                                                 | 39° 35′ 47″ N, 2° 27′ 23″ E / 39.596299°N,2.456409°E | RI-51-0001754 | Carregueu una nova foto d'aquest monument                                                                               |
| Es Talaiot de Biniorella, habitacions prehistòriques de Binorella / Es Talaiot | Monument arqueològic | Andratx Ctra. a Peguera, núm. 5                         | 39° 33′ 01″ N, 2° 25′ 27″ E / 39.550190°N,2.424168°E | RI-51-0001755 | Carregueu una nova foto d'aquest monument                                                                               |
| Restes prehistòriques des Castellassets                                        | Monument arqueològic | Andratx Camí des Castellàs                              | 39° 34′ 57″ N, 2° 23′ 15″ E / 39.582514°N,2.387585°E | RI-51-0001756 | Carregueu una nova foto d'aquest monument                                                                               |
| Cova de Son Bosc / Es Cementeri des Moro                                       | Monument arqueològic | Andratx Ctra. a Capdellà                                | 39° 35′ 36″ N, 2° 27′ 12″ E / 39.593246°N,2.453348°E | RI-51-0001757 | Carregueu una nova foto d'aquest monument                                                                               |
| Cova de Son Fortuny                                                            | Monument arqueològic | Andratx Camí de Son Fortuny                             | 39° 32′ 58″ N, 2° 25′ 56″ E / 39.549402°N,2.432103°E | RI-51-0001758 | Carregueu una nova foto d'aquest monument                                                                               |
| Es Castellot de na Marió, restes prehistòriques de Son Fortuny / Es Castellot  | Monument arqueològic | Andratx Camí vell d'Andratx a Ciutat - Coll de s'Aleman | 39° 32′ 58″ N, 2° 26′ 31″ E / 39.549450°N,2.441996°E | RI-51-0001759 | Carregueu una nova foto d'aquest monument                                                                               |
| Restes prehistòriques de la Trapa / Sa Paret des Moro                          | Monument arqueològic | Andratx Camí de ses Rotes                               | 39° 35′ 58″ N, 2° 22′ 19″ E / 39.599488°N,2.372043°E | RI-51-0001760 | Carregueu una nova foto d'aquest monument                                                                               |
| Conjunt prehistòric de Cala Lladó / Sa Dragonera                               | Monument arqueològic | Andratx Cala Lladó, sa Dragonera                        | 39° 35′ 18″ N, 2° 19′ 45″ E / 39.58828°N,2.32918°E   | RI-51-0003033 | Carregueu una nova foto d'aquest monument                                                                               |
| Cova des Moro / Sa Dragonera                                                   | Monument arqueològic | Andratx Sa Dragonera                                    | 39° 35′ 24″ N, 2° 19′ 40″ E / 39.590039°N,2.327762°E | RI-51-0003034 | Carregueu una nova foto d'aquest monument                                                                               |
| Necròpolis de Punta de Cala Lladó                                              | Monument arqueològic | Andratx Cala Lladó, sa Dragonera                        | 39° 35′ 17″ N, 2° 19′ 47″ E / 39.587964°N,2.32968°E  | RI-51-0003035 | Carregueu una nova foto d'aquest monument                                                                               |